# Данилов, Вячеслав Петрович
Вячеслав Петрович Данилов — российский учёный в области неорганической химии, доктор химических наук (1989), профессор (1999), заслуженный деятель науки РФ (1997).
Родился 11.10.1932.
Окончил МГУ им. М. В. Ломоносова (1955).
С 1956 г. в ИОНХ АН СССР (РАН): старший лаборант, младший научный сотрудник, научный сотрудник, старший научный сотрудник, ведущий научный сотрудник, зав. лабораторией, главный научный сотрудник лаборатории синтеза функциональных материалов и переработки минерального сырья.
С 1967 г. кандидат химических наук. В 1989 г. защитил докторскую диссертацию «Гидроксосоединения элементов I и II групп с алюминием и другими металлами в степени окисления +3 (условия образования, строение, свойства, применение)» по специальности «Неорганическая химия». Профессор (1999).
Область научных интересов: химия и технология природных солей, химия гидроксосолей двух- и трехвалентных металлов, физико-химический анализ водносолевых систем.
Разработал:
- физико-химические основы применения некоторых сульфатов и гидроксосульфатов металлов в качестве добавок в цемент, регулирующих скорость гидратации и повышающих прочность.
- низкотемпературный способ синтеза оксидных катализаторов окислительного дегидрирования органических соединений.
- противогололёдные реагенты на основе исследования фазовых равновесий в ряде двойных, тройных и четверных водносолевых систем, включающих нитраты, ацетаты и формиаты натрия, калия, магния, кальция и аммония в широком диапазоне температур (от 0 до минус 70ºС).

Автор (соавтор) более 200 научных публикаций.
Заслуженный деятель науки РФ (17.11.1997). Награждён медалью «За трудовую доблесть» (1975).
Сочинения:
- Данилов В. П., Юдович Б. Э., Лепешков И. Н., Саныгин В. П., Краснобаева О. Н. Влияние сульфатов и гидроксосульфатов металлов на гидратацию портландцемента // Сборник: Физико-химические основы жаростойких цементов и бетонов. М. Наука. 1986, с.42-51.
- Данилов В. П., Фролова Е. А., Кондаков Д. Ф., Орлова В. Т., Авдюшкина Л. И., Быков А. В. Низкотемпературные противогололедные композиции в водно-солевых системах, включающих ацетаты и формиаты. // Химическая технология. 2011. Т. 12. № 3. С. 134—141.
- Данилов В. П., Орлова В. Т., Мясников С. К., Фролова Е. А., Кондаков Д. Ф., Рустамбеков М. К., Таран А. Л. Изучение влияния различных условий на полноту протекания реакции конверсии нитрата кальция в нитрат калия // Химическая технология. 2007. Т. 8. № 10. С. 442—446.